# Rickenbach (Turgowia)
Rickenbach – miejscowość i gmina (Politische Gemeinde) w północno-wschodniej Szwajcarii, w kantonie Turgowia, w okręgu (Bezirk) Münchwilen. Leży nad rzeką Thur. 

## Demografia
W Rickenbachu mieszka 2 906 osób. W 2021 roku 16,5% populacji gminy stanowiły osoby urodzone poza Szwajcarią. 

## Transport
Przez teren gminy przebiega droga główna nr 16.